# 공동여행구역

공동여행구역(共同旅行區域, Common Travel Area)은 영국, 아일랜드, 왕실속령으로 이루어진 열린 국경 지역이다. 해당 지역 국민은 최소한의 신분증만으로 다른 지역을 방문할 수 있고, 비자 없이 정착해 노동, 교육, 사회복지에서 상대 국가의 국민과 같은 대우를 받을 수 있다.

## 같이 보기
- 솅겐 지역